# Anglo-Swiss Condensed Milk Company

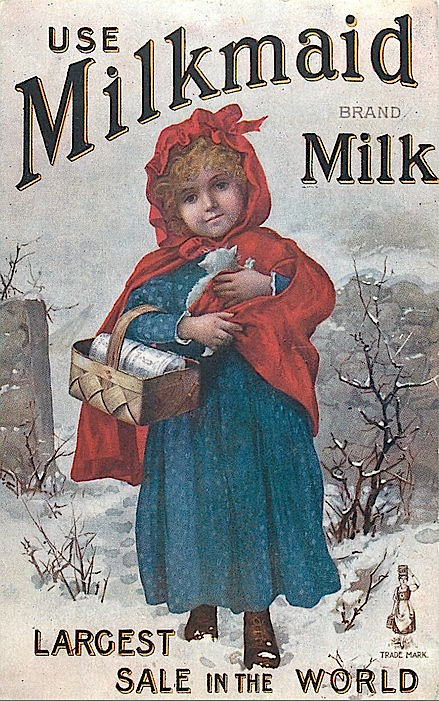
Plakat (vor 1905)

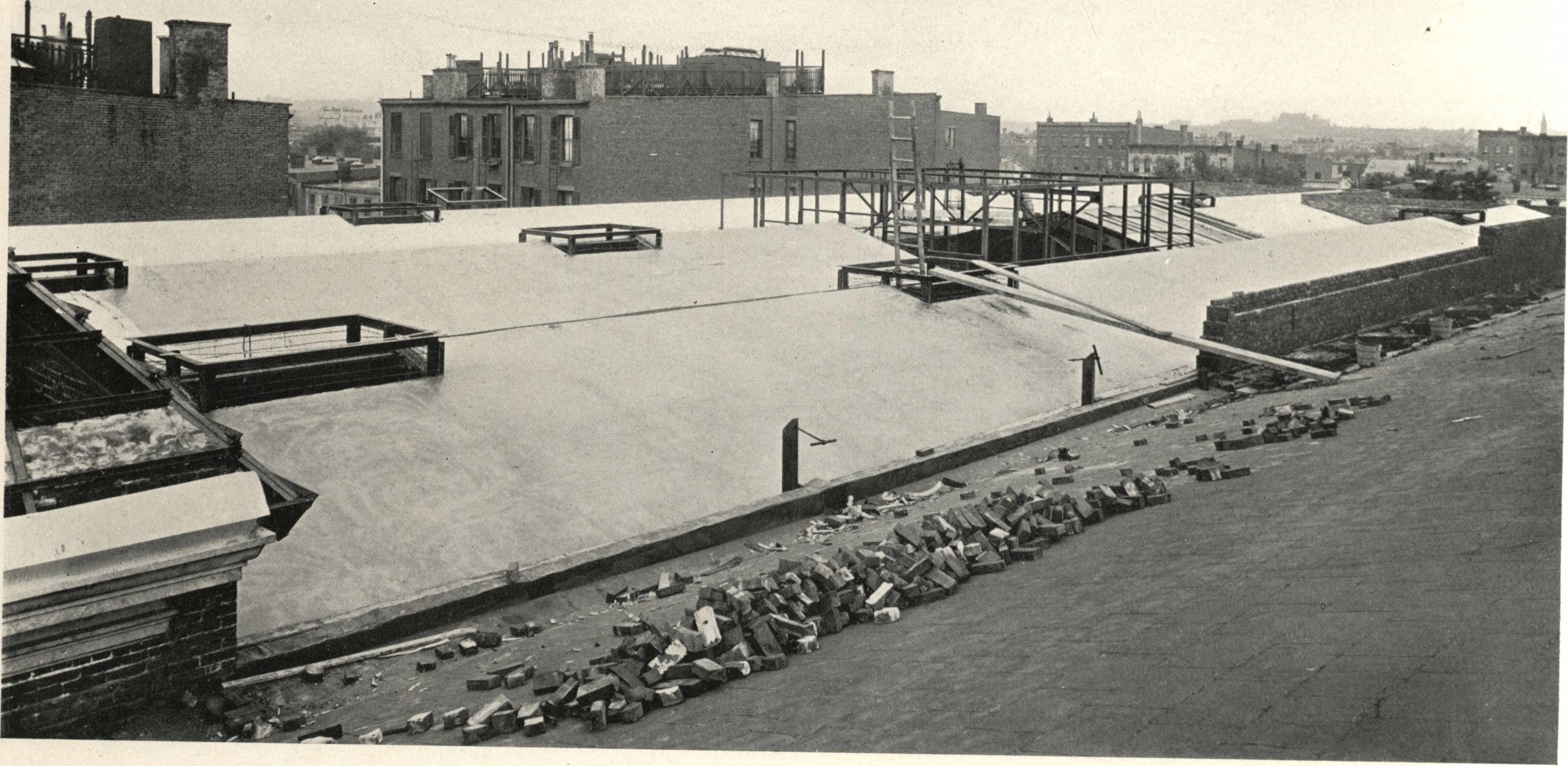
Dach einer Fabrik der Anglo-Swiss Condensed Milk Company in Brooklyn (1901)

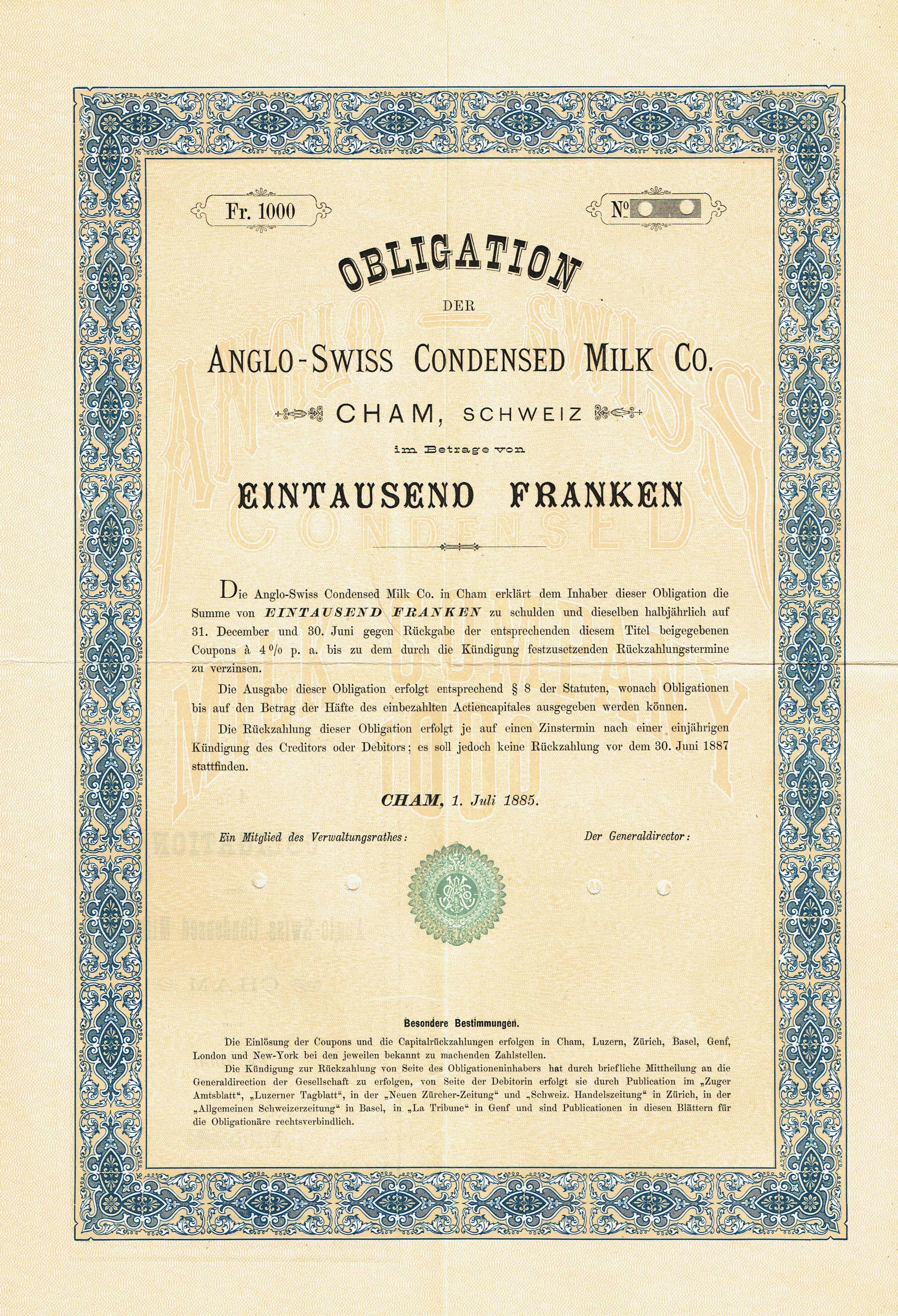
Obligation über 1000 Franken der Anglo-Swiss Condensed Milk Co. vom 1. Juli 1885

Die Anglo-Swiss Condensed Milk Company war ein 1866 von den US-Amerikanern George und Charles Page gegründetes schweizerisches Unternehmen, das Kondensmilch herstellte.

## Geschichte
Die Brüder George Ham (1836–1899) und Charles Page (1838–1873) hatten erstmals im amerikanischen Bürgerkrieg (1861–1865) Kontakt mit einer neuen Form von Milchkonservierung: Kondensmilch aus Büchsen. Charles Page war später als Handelsvizekonsul geschäftlich in der Schweiz unterwegs und die vielen Kühe brachten ihn auf die Idee, Kondensmilch für Europa zu produzieren.
Zusammen mit seinem Bruder George gründete er 1866 die „Anglo Swiss Condensed Milk“ als, für damalige Zeiten neuartige, Aktiengesellschaft. Eine erste Fabrik entstand im gleichen Jahr in Cham im Schweizer Kanton Zug. Sie waren damit die ersten Anbieter von Kondensmilch in Europa und vertrieben sie unter der Marke „Milchmädchen“. Die Brüder führten dafür industrielle Produktionsmethoden und -maschinen aus den USA in die Schweiz ein, die sie unter anderem vom amerikanischen Erfinder Gail Borden übernommen hatten.
Die Firma stiess auf eine grosse Nachfrage und schrieb bereits nach dem ersten Jahr schwarze Zahlen. Wichtige Grossabnehmer waren unter anderem Spitäler und Kinderheime, die die Kondensmilch wegen ihrer guten Lagerbarkeit schätzten.
Der Erfolg der Anglo-Swiss rief unzählige Nachahmer in Europa auf den Plan: Bis 1872 entstanden 25 weitere Milchkondensfabriken. Die Anglo Swiss reagierte mit Aufkäufen und neuen Fabrikgründungen: Die Fabriken im schweizerischen Düdingen und Gossau (1872) sowie im englischen Middlewich und Aylesbury (1874) waren nur der Anfang einer langjährigen Strategie, Konkurrenten durch Aufkaufen zu eliminieren.

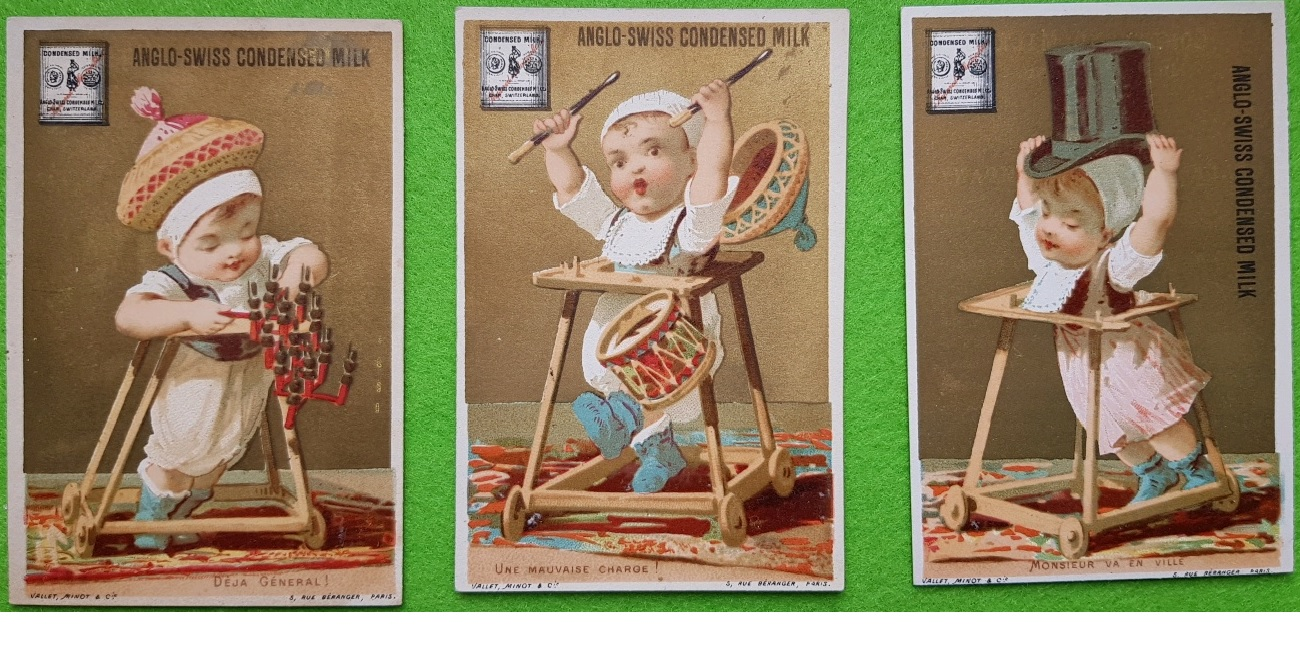
Sammelbilder Anglo-Swiss Condensed Milk um 1885

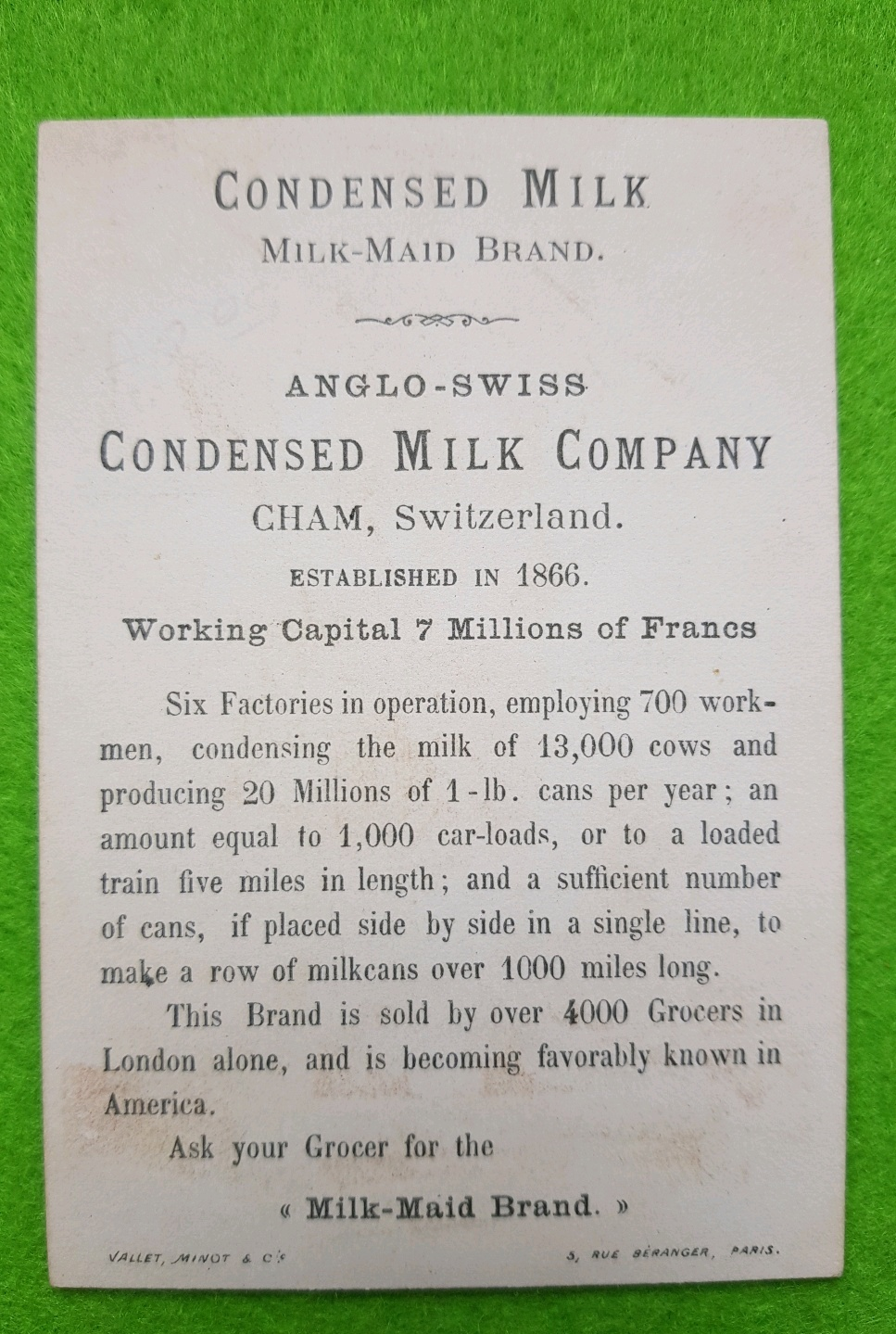
Sammelbild Anglo-Swiss Condensed Milk um 1885, Rückseite

Daneben baute sie aber auch eigene Fabriken in Europa, besonders da durch den aufkommenden Nationalismus zunehmend protektionistische Schranken entstanden – so um 1874 in Chippenham (Großbritannien) und Lindau (Deutschland), um von ihren Zielmärkten nicht abgeschnitten werden zu können. Ab 1882 expandierte die Anglo Swiss dann in die USA durch den Kauf einer ersten Fabrik in Middletown und baute um 1889 im Heimatort der Gebrüder Page, in Dixon (Illinois), sogar die damals grösste Kondensmilchfabrik der Welt.
Der US-Hauptkonkurrent Borden war aber zu stark – auch weitere Fabrikkäufe- und gründungen konnten nicht verhindern, dass sie diesen Markt schliesslich 1902 wieder an Borden abtraten.
Einer der ständigen, hartnäckigen Konkurrenten der Anglo Swiss war die Firma „Farine Lactée Henri Nestlé lk.A“ von Henri Nestlé. Nestlé produzierte zwar hauptsächlich „Kindermehl“ (eine Art Milchpulver), während die Anglo-Swiss Kondensmilch produzierte; aber beide versuchten sich auch erfolglos im Markt des jeweils anderen durchzusetzen.
Die Idee einer Fusion war schon bald auf dem Tisch – aber George Page verwahrte sich zeitlebens dagegen. Erst nach seinem Tod 1899 war der Weg frei für Verhandlungen. Schliesslich fusionierten die beiden Konkurrenten 1905 zur „Nestlé und Anglo Swiss Condensed Milk Company“, die 1977 zu „Nestlé“ verkürzt wurde, einem der heute weltgrössten Nahrungsmittelkonzerne.
George Page hatte in die, sich gerade industrialisierende, Schweiz verschiedene Ideen und Impulse eingeführt: neben der industriellen Milchverwertung auch die systematische Milchgehaltsmessung, für Bauern verbesserte Hygieneregeln für den Umgang mit Milch, die Apfelsorte Jonathan und die Braunviehrasse Jersey-Rind aus den USA.

## Wirtschaftsgeschichtliche Bedeutung
Die Geschichte der Anglo-Swiss Condensed Milk Company ist im Kontext der Entstehung einer globalen Nahrungsmittelindustrie im Nachgang zur industriellen Revolution zu verorten. Regionalgeschichtlich markiert die Gründung der Firma zusammen mit der Entstehung der Papierfabrik Cham den Beginn der Industrialisierung in Cham.  Aufgrund der starken Prägung der Landwirtschaft und des mit ihr einhergehenden Einflusses auf Tiere, Pflanzen und Landschaften kann die Geschichte der Anglo Swiss auch als wichtige Etappe in der Entstehung des Anthropozäns im Kanton Zug betrachtet werden.